# NGC 3009
NGC 3009 este o galaxie spirală situată în constelația Ursa Mare. A fost descoperită în 17 martie 1828 de către John Herschel.